# Miti Corona
Miti Corona est une corona, formation géologique en forme de couronne, située sur la planète Vénus par -3,5° S et 259,8° E. Elle est localisée dans le quadrangle de Galindo. Elle a été nommée en référence à Miti, La femme du Corbeau (créatrice du monde) Koryak et Itelmen (Kamchatka). 

## Géographie et géologie
Miti Corona couvre une surface circulaire d'environ 180 km de diamètre. 